# As-Salam al-Malaki
As-Salam al-Malaki (tiếng Ả Rập: السلام الملكي, tiếng Việt: Chào Hoàng gia) là quốc ca của Vương quốc Iraq từ năm 1932 đến năm 1958.

## Lịch sử
Nó được phổ nhạc bởi Giám đốc Ban nhạc Quân đội Iraq, Trung úy A. Chaffon vào năm 1924, một sĩ quan quân đội Anh.